# Charles Ier (empereur d'Autriche)
Pour les articles homonymes, voir Charles de Habsbourg-Lorraine (homonymie), Archiduc Charles d’Autriche, Charles Ier, Charles III et Charles IV.
Charles François Joseph de Habsbourg-Lorraine (en allemand : Karl Franz Josef von Habsburg-Lothringen, en hongrois : Habsburg-Lotharingiai Károly Ferenc József), né le 17 août 1887 à Persenbeug et mort le 1er avril 1922 à Funchal (Madère), a été, du 22 novembre 1916 au 12 novembre 1918, monarque d'Autriche-Hongrie sous le nom de règne de Charles Ier et IV, plus précisément empereur d'Autriche (Cisleithanie) sous le nom de Charles Ier et roi apostolique de Hongrie (Transleithanie) sous le nom de Charles IV (IV. Károly). Il a également été roi de Bohême, subdivision de l'empire d'Autriche, sous le nom de Charles III. Il fut le dernier monarque de ces États. 
Fils aîné de l'archiduc Otto de Habsbourg-Lorraine et de Marie-Josèphe de Saxe, héritier du trône depuis le 28 juin 1914, il a succédé à l'âge de 29 ans à son grand-oncle l'empereur François-Joseph Ier, qui avait régné 68 ans.
L'Église catholique l'a déclaré bienheureux en 2004. Elle ne le fête pas le 1er avril, « jour de son entrée au ciel », mais le 21 octobre, jour de son mariage.

## Jeunesse et formation

### Éducation

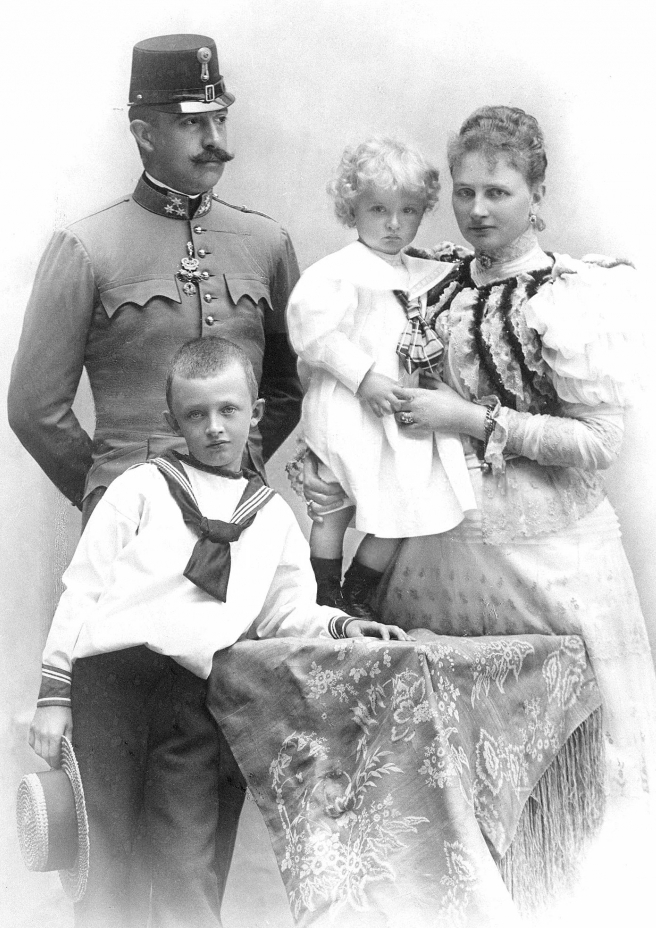
L'archiduc avec ses parents et son frère cadet (vers 1897).

Comme tout membre de la Maison Impériale et Royale, l'archiduc — que ses camarades de classe surnomment affectueusement l'« archi-Charles » — reçoit une éducation soignée, maîtrisant plusieurs langues, notamment l'allemand, le français, le tchèque et le hongrois, puis, à partir de ses 13 ans, il reçoit une solide formation juridique et économique. Son père meurt en 1906. L'archiduc, âgé de 19 ans, devient le second dans la ligne de succession au trône, appelé à succéder à son oncle l'archiduc François-Ferdinand dont il est également intégré au cercle et qui se charge de lui transmettre sa vision de la double monarchie, unitaire, directement ou par l'intermédiaire de ses proches. Le jeune archiduc veille avec une tendresse d'aîné sur son frère Maximilien, de huit ans son cadet.
Il devient selon la tradition familiale officier dans l'armée austro-hongroise. Cantonné avec son unité à Prague, il y suit les cours d'enseignants de l'université, tandis qu'il noue de solides amitiés avec des nobles tchèques proches de François-Ferdinand, son oncle.

### Mariage
L'archiduc François-Ferdinand ayant contracté en 1900 une union morganatique, ce qui compliquait sérieusement la vie de la cour et de la famille impériale et royale et contrariait le vieil empereur, les enfants de l'archiduc-héritier portaient le nom et le titre de leur mère, n'étaient pas membres de la Maison Impériale et Royale et par conséquent n'étaient pas dynastes. Aussi la question du mariage de l'archiduc Charles se posait-elle avec acuité. Le 21 octobre 1911, l'archiduc épouse la princesse Zita de Bourbon-Parme (1892 – 1989) dix-septième enfant de Robert Ier, dernier duc règnant de Parme et de l'infante Antonia de Bragance, fille de l'ex-roi Michel Ier de Portugal. Le couple a eu huit enfants.
Ce mariage n'est cependant pas un mariage arrangé, tout en répondant aux exigences matrimoniales de la famille impériale, ce qui lui assure la bienveillance de l'empereur-roi,.

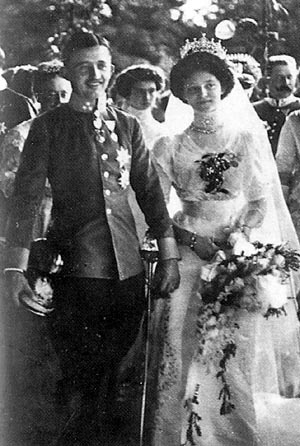
L'archiduc Charles et l'archiduchesse Zita, le jour de leur mariage (21 octobre 1911).

Il bénéficie de l'affection sincère du vieil empereur François-Joseph, accablé par les deuils et les défaites. Il est également très proche de sa mère et de la troisième épouse de son grand-père, l'archiduchesse Marie-Thérèse de Bragance qui est également la tante maternelle de son épouse Zita. L'archiduchesse Zita est également une nièce de la grande-duchesse-régente de Luxembourg et une cousine utérine ou germaine de la reine des Belges Élisabeth en Bavière, de la princesse royale de Bavière Marie Gabrielle en Bavière, de la grande-duchesse de Luxembourg, Marie-Adélaïde de Luxembourg et du roi des Bulgares Boris III.
Dès l'année suivante, la jeune archiduchesse met au monde un fils prénommé comme son grand-père paternel Othon, troisième héritier dans l'ordre de succession. L'empereur donne comme résidence à son petit neveu le Château de Hetzendorf, plus proche du Château de Schönbrunn, où naîtra en 1914 la première fille du couple.

## Héritier du trône des Habsbourg

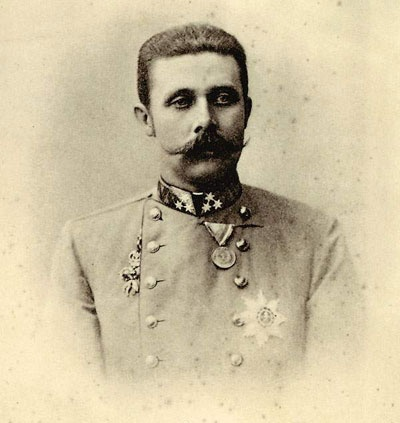
L'archiduc François-Ferdinand.

Petit-neveu de l'empereur François-Joseph, il est à sa naissance cinquième dans l'ordre de succession au trône et a donc peu de chances de ceindre un jour la couronne.

### Dévolution de la couronne
Les morts successives de l'archiduc héritier Rodolphe en janvier 1889 sans descendance mâle puis de son grand-père l'archiduc Charles-Louis, frère cadet de l'empereur, en 1896 le rapprochent du trône. En 1900, le mariage morganatique de son oncle, l'archiduc héritier François-Ferdinand (dont les enfants sont de fait non dynastes), puis la mort prématurée de son père l'archiduc Otto en 1906 font de lui, à l'âge de 19 ans, le second dans la ligne de succession de la double monarchie, après son oncle François-Ferdinand. L'assassinat de ce dernier en 1914 fait de Charles, jeune père de famille de 27 ans sans réelle expérience du pouvoir - et qui pensait accéder au trône vers 1940 -, l'héritier direct de son grand-oncle l'empereur François-Joseph âgé de 83 ans. Après les soucis que lui ont causés son fils et ses neveux, le souverain, qui compte 66 ans de règne, est soulagé de trouver en son héritier le sens du devoir, la droiture, la grandeur d'âme et la piété qui manquaient à ses prédécesseurs[réf. nécessaire].

### Archiduc-héritier en titre
Il entretient de bonnes relations tant avec son grand-oncle (l'empereur-roi) qu'avec son oncle (l'archiduc héritier), entre lesquels les relations sont souvent tendues. Il devient brutalement l'héritier du trône le 28 juin 1914 après l'assassinat de son oncle l'archiduc François-Ferdinand à Sarajevo.
L'archiduc-héritier et sa famille s'installent au Château de Schönbrunn où naîtront leurs troisième, quatrième et cinquième enfant. Durant cette période, il est affecté à l'AOK, état-major général austro-hongrois, avec le grade de colonel, afin de parfaire sa formation. Rapidement, il se heurte à Franz Conrad von Hötzendorf, chef d'état-major général, qui se méfie de ses possibles ingérences dans le domaine militaire, et dont il n'approuve pas la politique, visant à mettre l'administration civile sous la tutelle des militaires.
Au début de l'année 1916, après des mois de formation militaire, il est affecté au commandement du XXe corps d'armée, devant prendre l'offensive sur le front italien, la victoire annoncée de cette offensive devant accroître le prestige de la dynastie ; devant l'urgence de la situation créée par la rupture du front austro-hongrois occasionnée par l'offensive d'été russe de 1916, il reçoit le commandement nominal de la 12e armée, chargée de contenir la poussée russe, la réalité du commandement étant assurée par des généraux allemands. Il entre en fonctions le 31 juillet 1916 à la tête d'un groupe d'armées comprenant les 12e et 7e armées austro-hongroises à l'aile sud du front, près de la frontière de la Roumanie encore neutre, mais la direction effective est assurée par son chef d'état-major allemand, le général Hans von Seeckt.
Durant cette même année, il apparaît aux yeux des responsables militaires du Reich, Hindenburg et Ludendorff, comme une « page blanche », qu'il serait possible de manipuler, afin de permettre la prise de contrôle définitive de l'Autriche-Hongrie par l'Allemagne, à la faveur de la situation dégradée de la double monarchie dans le conflit, sur les plans militaire, politique et économique.

## Empereur et roi

### Accession au trône austro-hongrois
L'empereur François-Joseph s'éteint le 21 novembre 1916 à l'âge de 86 ans mettant fin à un règne de 68 ans ponctué de crises et défaites. Il laisse à son petit-neveu un empire en guerre dans un contexte politique, économique et militaire très inquiétant pour la monarchie danubienne. À l'âge de 29 ans, l'archiduc-héritier Charles succède à son grand-oncle. Peu connu, marié et père de quatre enfants, Charles prend les rênes du gouvernement. La poursuite de la guerre mine la cohésion intérieure de son empire et l'Allemagne renforce son emprise sur la politique et l'armée de la double monarchie.

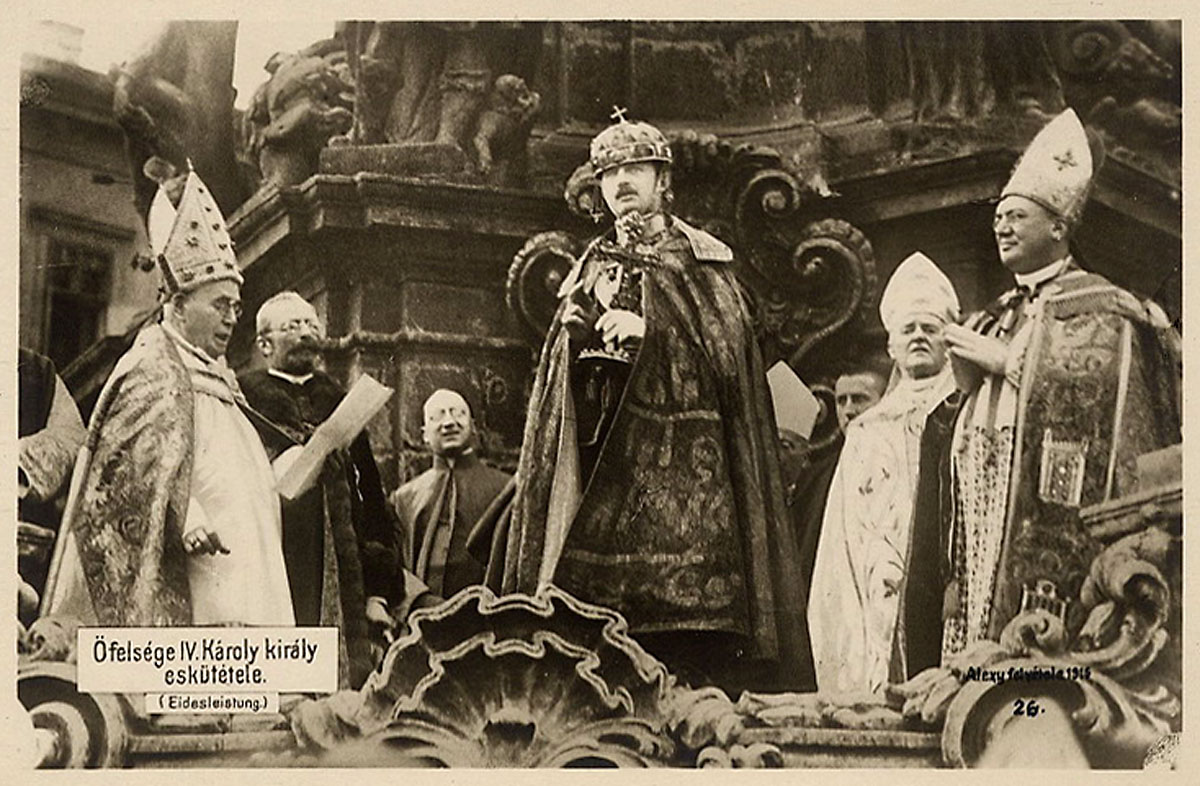
Couronnement dans l'église Matthias à Budapest.

Dès son avènement le 21 novembre 1916, le jeune empereur reçoit la visite du président du conseil hongrois, István Tisza, qui se montre partisan d'un couronnement rapide du nouveau roi en Hongrie. Charles, partisan d'une réorganisation de la monarchie, doit aussi prêter serment à la constitution de 1867, liant ainsi sa politique future aux intérêts du royaume de Hongrie.
Son couronnement comme roi de Hongrie a lieu à Budapest le 30 décembre 1916. Il n'a jamais été couronné empereur d'Autriche, ni roi de Bohême. Ce faisant, Charles jure de préserver l'intégrité du territoire hongrois ce qui, à terme, l'empêche de mener à bien les réformes nécessaires concernant les différentes nationalités peuplant ses États.

### Une volonté de réforme de la double monarchie
Conscient de la sclérose de la double monarchie dans les dernières années du règne de François-Joseph, Charles, à peine intronisé, tente de rendre plus efficace le gouvernement de la double monarchie, mais, dans un premier temps, confirme le ministère tant en Autriche qu'en Hongrie. Pour mener à bien son programme, il s'entoure de personnalités proches de son oncle, François-Ferdinand, partisans d'une réforme de la monarchie avec la création d'un pôle slave au sein de la monarchie danubienne. Cependant, il se montre incapable de soutenir les promoteurs de la politique qu'il souhaite voir menée dans la double monarchie, dans le conflit ou dans la recherche d'une solution pacifique.
D'un point de vue symbolique, il s'installe au château de Laxenburg, à 20 km de Vienne, restreint le train de vie de la cour, se dote de moyens modernes de gouvernement : utilisateur du téléphone et du télégraphe, il parcourt son empire en train afin de tisser des liens avec l'armée (qui a prêté son serment d'allégeance le 23 novembre) et les populations de son empire. Il multiplie les déplacements, se plaçant dans la continuité de son action comme prince héritier : il effectue ainsi, durant ses 24 mois de règne, 82 voyages, parcourant 80 000 km, à l'intérieur de la double monarchie et sur le front, auxquels s'ajoutent les déplacements à l'étranger, dans l'Empire allemand ou chez les alliés de ce dernier ; sillonnant inlassablement son empire, l'empereur-roi transforme son train, continuellement prêt à partir, en un centre de pouvoir itinérant, accordant des audiences dans sa voiture-salon, multipliant les réunions de travail avec ses conseillers.

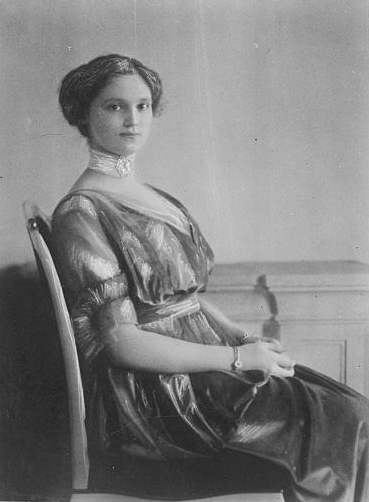
L'impératrice Zita.

De plus, sous l'influence de l'impératrice, il engage des réformes sociales, ce qui lui vaut la haine — et les calomnies — des nantis ; en juin 1917, à l'occasion d'un changement de ministère en Autriche, il crée un ministère des affaires sociales et fait adopter une législation limitant le temps de travail des femmes et des enfants.
D'un point de vue politique, il cherche à reconstruire l'État, malmené par les contraintes du conflit. Ainsi l'une de ses premières mesures doit aboutir à l'élargissement du droit de suffrage en Hongrie, s'opposant ainsi frontalement au président du conseil du royaume de Hongrie, István Tisza, dont il obtient la démission le 23 mai 1917, au terme d'une intense lutte politique, mais qui mène dans les mois qui suivent une lutte sourde contre la politique des présidents du conseil qui se succèdent en Hongrie, puisque, homme d'État énergique, il contrôle le principal parti politique représenté au parlement de Budapest, le Parti du Travail. À la fin du mois de décembre 1917, une réforme du droit de suffrage est proposée, faisant passer le corps électoral à 3,8 millions de votants, soit plus du doublement du nombre d'électeurs, mais qui renforce également la prépondérance germano-hongroise ; elle est cependant repoussée par les proches de Tisza, qui contrôlent la majorité des sièges de la Chambre des représentants de Budapest.

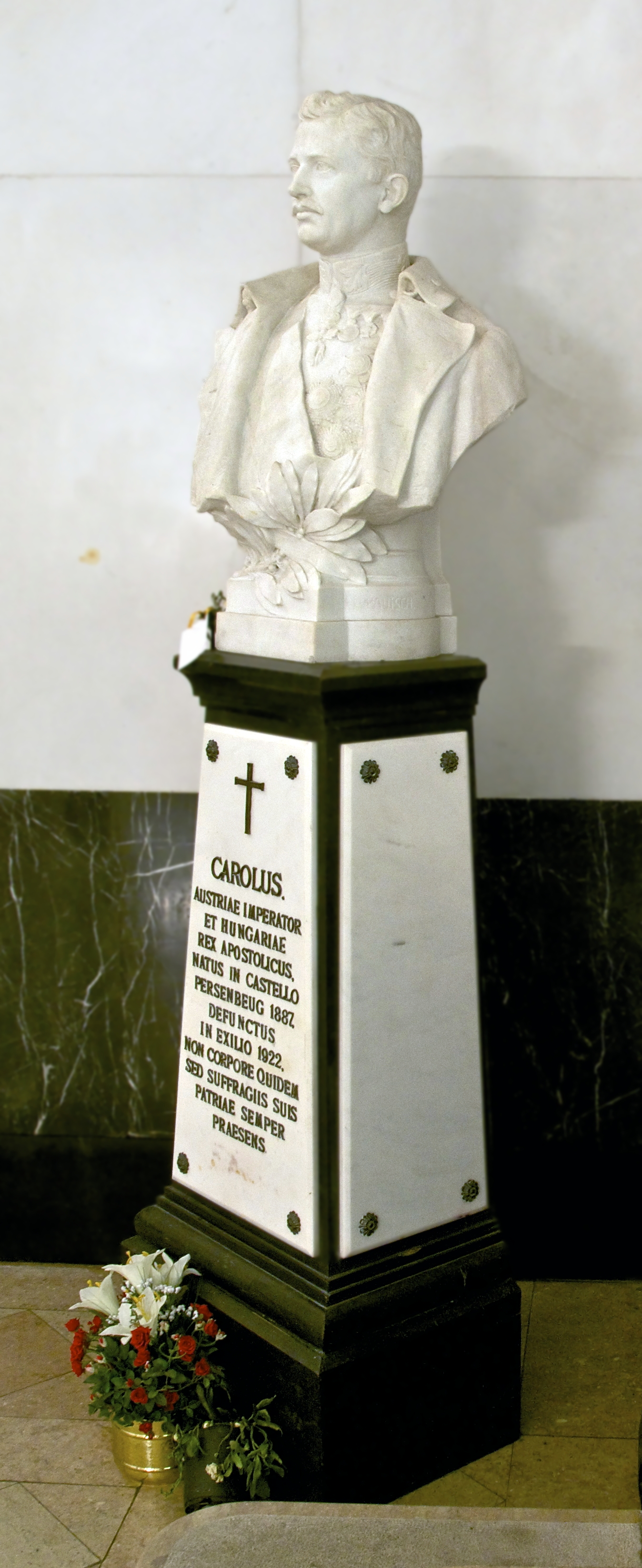
Buste de l'empereur d'Autriche, exposé à Vienne.

Il cherche également à se rapprocher du club yougoslave, regroupant les parlementaires autrichiens issus des populations serbes, croates et slovènes de Cisleithanie, afin de disposer d'une majorité à Vienne pour faire adopter les mesures qu'il souhaite promouvoir, en échange d'une profonde réforme de la monarchie danubienne.
Souhaitant rompre avec l'immobilisme de la fin du règne de son prédécesseur en Autriche, il convoque le Reichsrat et la chambre des seigneurs en Autriche pour le 30 mai 1917, mais devant les querelles politiques et nationales en Autriche, il doit mettre en place un ministère composé de hauts fonctionnaires, nommé le 23 juin 1917, comme il doit rapidement mettre fin aux mesures de libéralisation au cours du printemps 1918, en instituant à nouveau la censure préalable.
De plus, Charles, héritant du personnel politique du règne précédent, opère des modifications profondes parmi les responsables chargés de la gestion de la double monarchie. En effet, souhaitant donner à la politique austro-hongroise une autre direction, il écarte les représentants du règne précédent, Ernst von Koerber, Burián, Conrad ou l'archiduc Frédéric ; une fois les proches de son prédécesseur écartés, il choisit ses conseillers parmi ceux de son oncle François-Ferdinand, aussi bien pour la gestion de la Cistleithanie et de la Transleithanie que pour les affaires communes.

### Une manière nouvelle de gérer le conflit

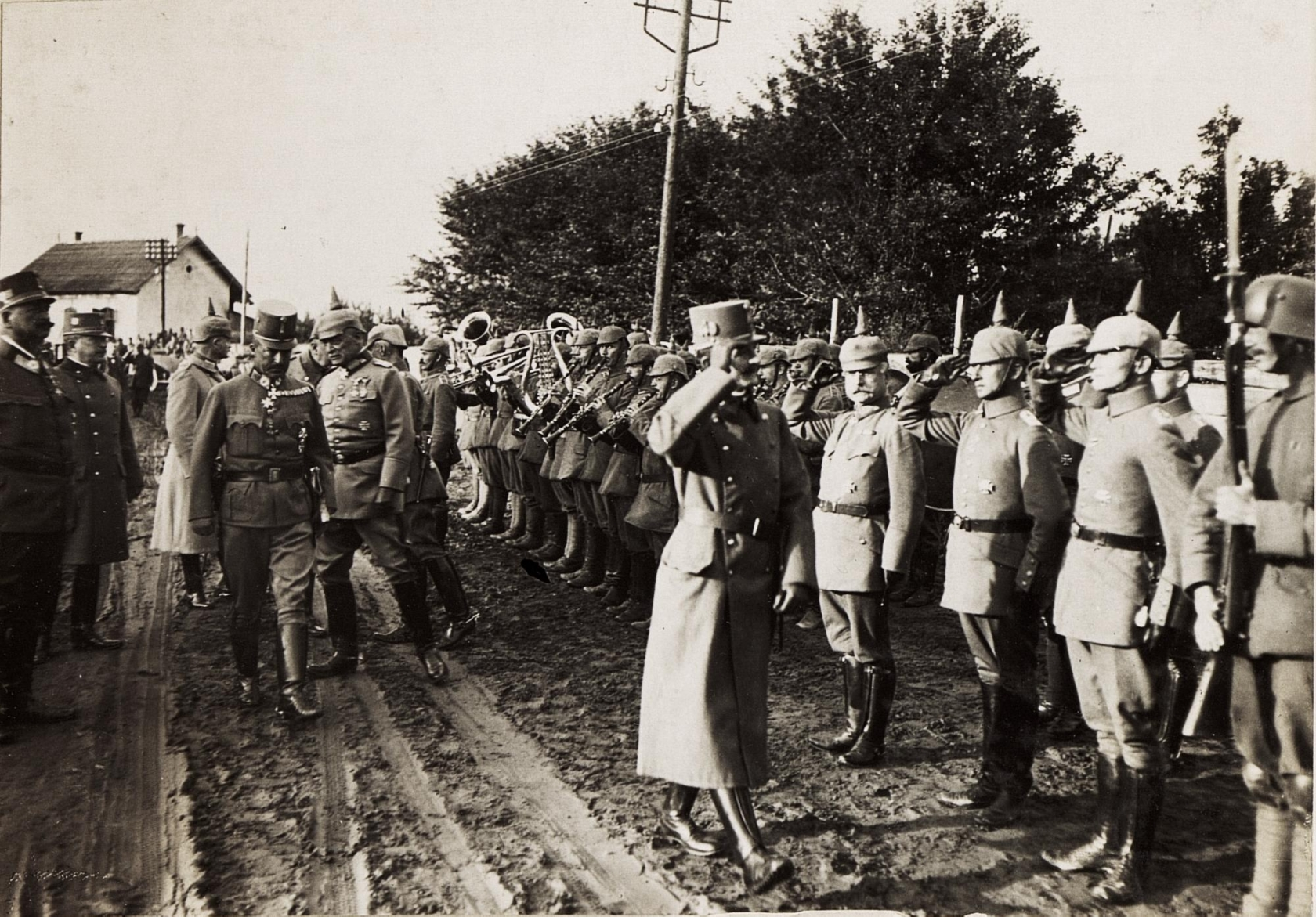
passant en revue des troupes allemandes sur le front roumain, le 4 septembre 1917 guerre mondiale.

Dès son installation sur le trône, l'empereur-roi assume le commandement de l'armée austro-hongroise, transférant son quartier général à Baden et limogeant à cette occasion son chef d'état-major, Franz Conrad von Hötzendorf, le 2 mars 1917.
Le transfert à Baden poursuit un double but : tout d'abord, le nouvel empereur souhaite imposer aux officiers qui composent le grand état-major de la double monarchie un changement de style de vie, la vie à Teschen apparaissant éloignée des rigueurs de la guerre ; ensuite, Baden, situé à une vingtaine de kilomètres de Vienne, soustrait partiellement l'AOK de la tutelle de l'OHL, situé alors à Pless, en Silésie.
Charles procède à une réforme de la justice militaire, sans avoir consulté ses généraux et contre l'avis des responsables militaires allemands.
Son principal objectif est de trouver les voies de la paix avec les Alliés, notamment la France et la Russie. Avant de s'engager plus avant, il tente de fléchir son allié allemand, en lui faisant parvenir un mémorandum sur l'état réel de la double monarchie par l'envoi de missives pressantes à Guillaume II. Puis il entame une négociation secrète, par l'intermédiaire de ses beaux-frères, les princes Sixte et Xavier de Bourbon-Parme, avec le gouvernement français, sous les auspices de Jules Cambon, secrétaire général aux Affaires étrangères, d'Aristide Briand, président du Conseil et du président de la République Raymond Poincaré. Au cours de cette négociation, il tente d'obtenir, en échange de la sortie de la double monarchie de la Triplice, des compensations politiques et territoriales, sous la forme de la restauration de la Serbie et du Monténégro, indépendants mais sous tutelle austro-hongroise, le Monténégro étant par ailleurs privé d'accès à la mer.
Le 24 janvier 1917, les deux princes sont à Paris où ils ne rencontrent que Jules Cambon, secrétaire général du ministère des Affaires étrangères. À l'issue de cette entrevue, les deux frères résument dans une note ce qu'ils estimaient avoir ressenti comme étant le seuil en deçà duquel le gouvernement français n'entamerait aucune négociation.
Durant la guerre, l'empereur va tout faire pour épargner des vies et quelques-uns de ses officiers exposent leur désaccord avec cette politique. Ainsi, Charles ordonne de ne pas affecter aux postes dangereux les personnes dont la famille compte déjà deux morts ou les pères de plus de six enfants. L'empereur fait également tout son possible pour éviter les opérations coûteuses en vies humaines et non nécessaires[réf. nécessaire]. Il interdit également de bombarder des villes non stratégiques.

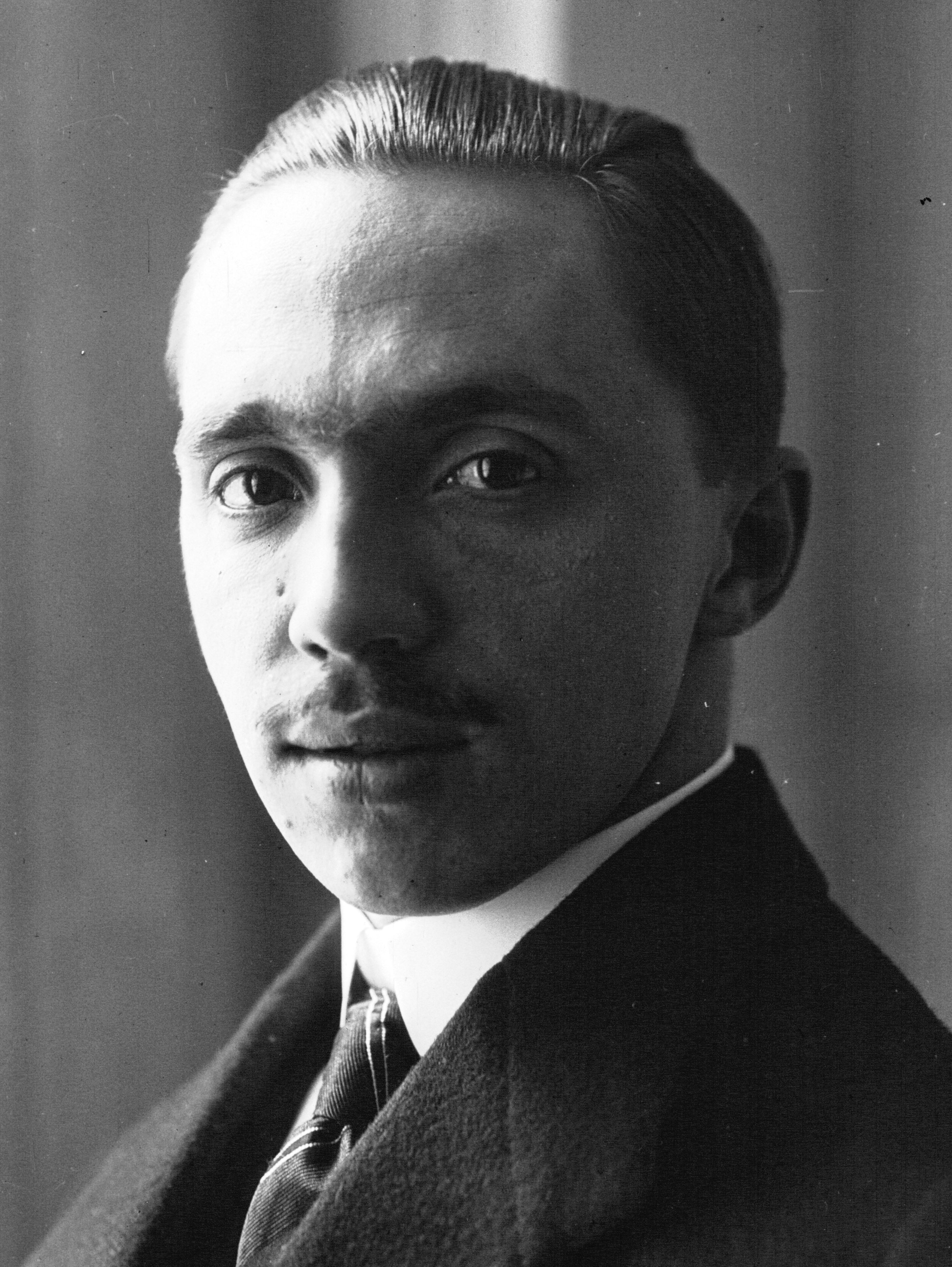
Le prince Sixte.

1. il s'appliquera à faire admettre par son allié, l'Empire allemand, que les droits légitimes de la France sur l'Alsace-Lorraine soient rétablis dans leur totalité ;
2. il s'appliquera auprès de son allié, l'Empire allemand, à ce que la Belgique soit rétablie dans sa souveraineté intégrale, y compris dans ses colonies ;
3. la monarchie austro-hongroise doit être maintenue dans le respect du statu quo de ses frontières ;
4. la discussion avec la Russie sur le problème de Constantinople n'est pas d'actualité, en raison de la révolution qui vient d'éclater à Petrograd.

On ne peut dire que ces propositions répondent aux attentes du gouvernement français car elles ne correspondent en fait qu'à une « vue » du prince Sixte de Bourbon-Parme. Ces propositions sont en particulier nettement en retrait par rapport à la note formulée quelques jours auparavant par le gouvernement français (10 janvier 1917) à l'intention du président des États-Unis Wilson.
Les négociations, commencées sous les auspices d'Aristide Briand, se poursuivent avec Alexandre Ribot, nouveau président du Conseil, à la suite du renversement du cabinet Briand. Ribot ne croit cependant pas à la sincérité des propositions de l'empereur et pense que des engagements qui ne prennent que la forme d'apostilles manuscrites ne peuvent être pris au sérieux. En outre, désireux de respecter les propositions françaises de paix telles qu'elles avaient été formulées le 10 janvier 1917 — en particulier les engagements des Alliés envers l'Italie, que le point trois de la contre-proposition ne pouvait pas satisfaire — il fait en définitive répondre qu'il est hostile à la poursuite des entretiens hors d'une concertation préalable avec l'Italie.
Les dirigeants britanniques, sollicités également par les princes de Bourbon-Parme, répondent qu'ils comprennent l'attitude française ainsi que l'intransigeance italienne.

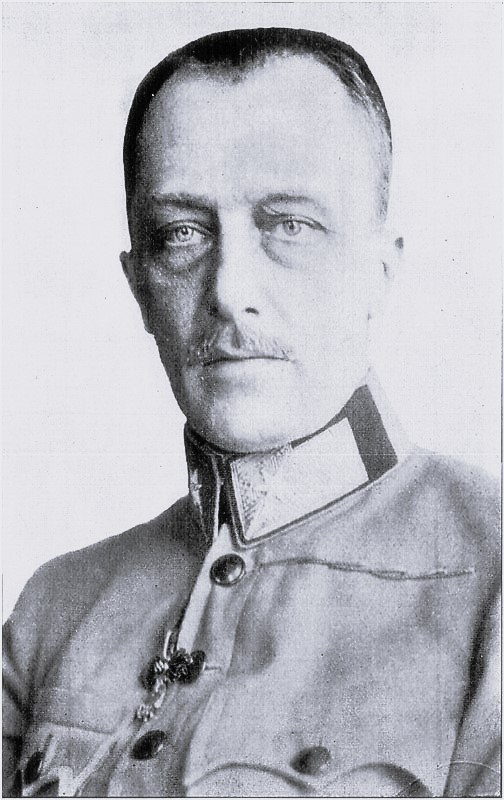
Le comte Czernin contribue à faire échouer la négociation.

Cette négociation se termine par un scandale énorme au printemps 1918, à la suite des rodomontades du comte Ottokar Czernin, ministre des Affaires étrangères de l'Autriche-Hongrie, devant le conseil municipal de Vienne : le comte Czernin affirme devant cette assemblée que le président du Conseil français Georges Clemenceau s'est résigné à faire à l'Autriche-Hongrie des offres de négociations à la suite des succès des offensives allemandes.
Face à cette déclaration, le sang du « Tigre » ne fait qu'un tour : « Le comte Czernin a menti », tonne-t-il, et, à l'appui de cette colère, il fait publier une copie de la lettre autographe secrète du 24 mars 1917 où l'empereur annonçait que « si l'Allemagne refusait d'entrer dans la voie de la raison, il se verrait contraint d'abandonner son alliance pour faire une paix séparée avec l'Entente ».
Cette déclaration met l'empereur Charles dans une position intenable face à son allié allemand qui l'accuse de trahison, alors que Charles avait pris la précaution d'informer l'empereur Guillaume II qu'il avait engagé des pourparlers de paix, sans toutefois en révéler le contenu exact. L'état-major allemand met en place un plan d'invasion de l'Autriche et d'internement de son souverain. Il ne peut toutefois le mettre à exécution.
Ayant à faire face au problème des nationalités et en réponse aux propositions du président américain Wilson, notamment au quatorzième point sur le « Droit des Peuples à disposer d'eux-mêmes », Charles propose, en octobre 1918, la fédéralisation de l'Empire.
La résistance du gouvernement hongrois, présidé par le comte István Tisza, à toute modification constitutionnelle du compromis imposée par la fédéralisation ne permet pas de réaliser ce programme en temps utile. Dans la proclamation « À mes peuples » en octobre 1918, Charles l'impose ; la Hongrie proclame ipso facto la fin de l'Autriche-Hongrie, en faisant sécession.

### Une nouvelle politique étrangère

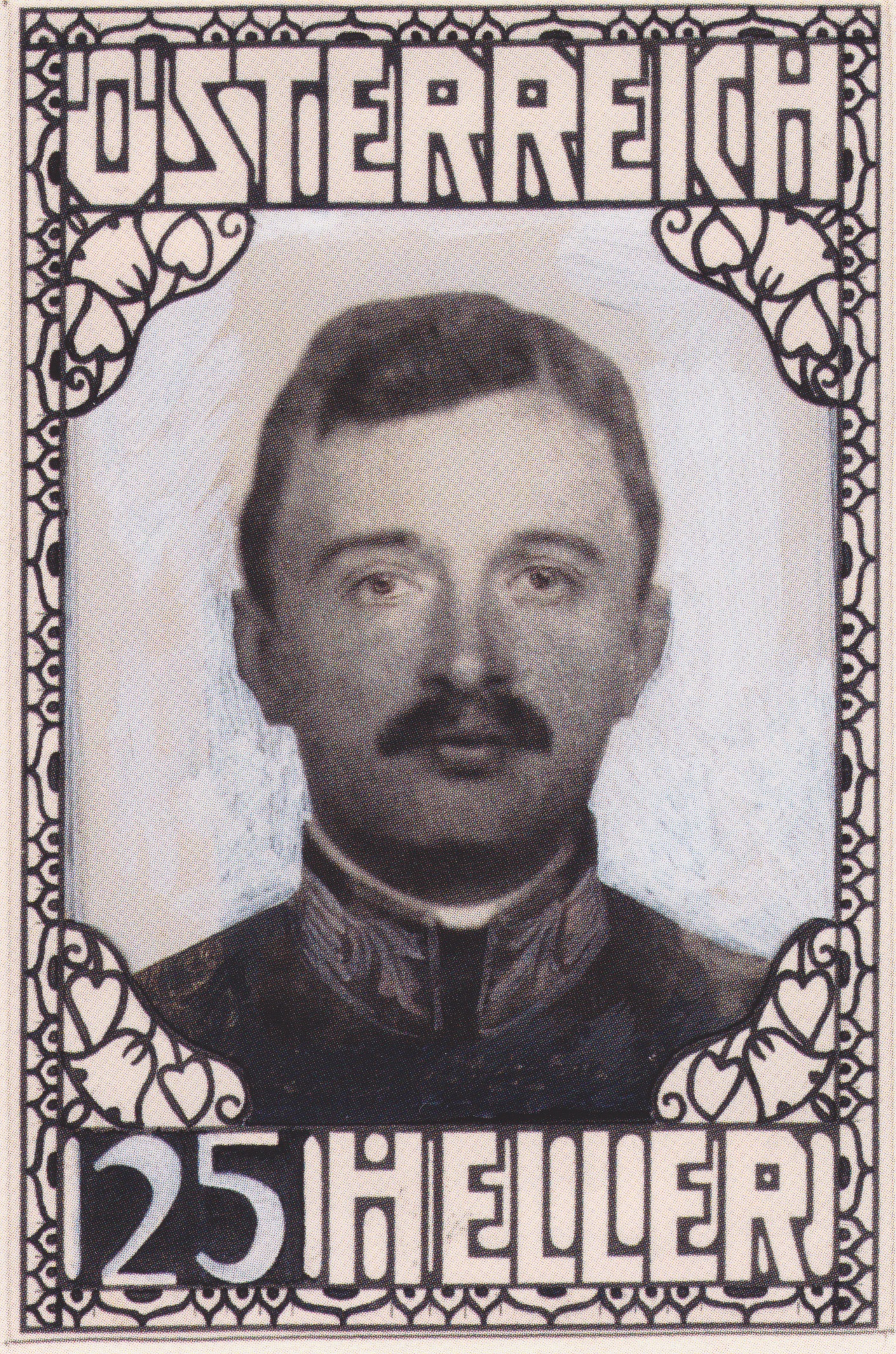
Effigie sur un timbre de l'empereur par Koloman Moser (1917).

Au fil de l'année 1917, Charles, souhaitant sauver son empire, tente de prendre ses distances à l'égard de l'Empire allemand, non seulement en menant des négociations de paix informelles avec les Alliés, mais aussi en mettant en place une politique autonome dans le conflit, s'opposant notamment à un certain nombre de mesures décidées par son allié.
Dès la déclaration de guerre, il affirme son souhait de ne pas faire dépendre la double monarchie de la seule alliance avec l'Empire allemand, conscient que celui-ci pourrait faire de la double monarchie une « grande Bavière »,.
Dès les premiers jours de son règne, il marque ses distances à l'égard de la politique de son prédécesseur, alignée sur son allié allemand. Ainsi, il se désintéresse rapidement, dans un premier temps, à la dévolution de la Pologne à la double monarchie ou à la recréation d'un royaume de Pologne au profit d'un prince de la maison de Habsbourg-Lorraine. Dans un second temps, il modifie son point de vue, mais ce changement ne suscite aucune réaction du Reich, ayant alors, au printemps 1918, écarté cette option.
Dès janvier 1917, conscient des implications du déclenchement de la guerre sous-marine à outrance, il s'oppose, contre l'avis de ses conseillers militaires, mais avec le soutien de son ministre des Affaires étrangères, Ottokar Czernin, au déclenchement de la guerre sous-marine, décidée sans l'Autriche-Hongrie, à Berlin.
Au cours des négociations lancées à la suite de la révolution d'Octobre, avec la Russie, l'Ukraine et la Roumanie, les diplomates envoyés par l'empereur Charles tentent d'appliquer les consignes de ce dernier, parfois contre les intérêts allemands. Ainsi, la paix avec l'Ukraine est rapidement signée sous la pression insistante de l'empereur intéressé par le ravitaillement de sa population ; quelques semaines plus tard, l'avancée des troupes austro-allemandes en Ukraine se fait dans un contexte de rivalités entre les deux partenaires autour des stocks de nourriture, aboutissant au partage de l'Ukraine en deux zones d'occupation de taille et de poids économique inégaux : l'Autriche-Hongrie occupe la Podolie, l'Empire allemand tout le reste. La paix avec la Roumanie est négociée dans un premier temps à la suite d'une demande expresse de Charles de réduire l'occupation de ce pays à une durée minimale, de permettre au petit royaume vaincu de s'unir à la république démocratique moldave, d'y intervenir militairement contre les bolcheviks et de conserver une certaine latitude économique même si le pays est placé sous occupation austro-allemande et sous tutelle économique allemande.
Cependant, l'évolution des rapports de force au sein de la Triplice diminue considérablement les velléités d'autonomie de la double monarchie et de son empereur à l'égard de son allié allemand. En effet, incapable de remporter le conflit sans le soutien du Reich, l'Autriche-Hongrie doit régulièrement en appeler au soutien de vastes unités allemandes, utilisées soit comme force principale, soit comme force d'appoint, pour mener des offensives contre la Roumanie en 1916, puis contre l'Italie en 1917, ou encore résister à la dernière offensive russe en 1917. Cette situation place les militaires austro-hongrois dans une situation de dépendance à laquelle l'empereur tente de remédier par une négociation de plus en plus ardue avec un partenaire allemand toujours plus exigeant, portant sur des compensations de plus en plus illusoires (comme l’élection d'un Habsbourg-Lorraine sur le trône d'un royaume de Pologne totalement inféodé au Reich). Cependant cela oblige le Reich à ménager son allié qui, à partir du printemps 1917, songe déjà à sortir du conflit comme en témoigne le mémorandum de Czernin remis à Guillaume II par Charles, empereur-roi d'un État épuisé en cours de vassalisation, incapable de peser sur son allié allemand.
Même si les dirigeants de la double monarchie tentent de mener une politique indépendante, Charles, ses conseillers et ses ministres doivent composer avec une vassalisation croissante de l'Autriche-Hongrie par le Reich, achevée à la rencontre de Spa du mois de mai 1918, sanctionnée par l'accord du 12 mai. Lors de cette rencontre, initialement souhaitée par le souverain Habsbourg pour clarifier le détail du partage politique et économique de la Roumanie, celui-ci, désavoué par les archiducs autrichiens, menacé d'être déposé, doit accepter non seulement une alliance militaire, offensive et défensive, avec le Reich, mais aussi, dans le cadre d'un « Zollverein austro-allemand », la mise en place progressive d'une union douanière germano-austro-hongroise, malgré les réserves de l'empereur-roi et de ses conseillers.
Lors des rencontres avec les Allemands, Charles se voit systématiquement malmené par ses partenaires qui, malgré le respect formel de l'égalité entre alliés, lui imposent les points de vue politiques et économiques du Reich, qui mène ses politiques sans même en informer les Austro-Hongrois. À Spa, en août 1918, lors de la dernière rencontre entre les principaux dirigeants allemands et austro-hongrois, dans un contexte de défaites militaires, Charles expose une dernière fois les buts de guerre austro-hongrois, notamment en Pologne, alors que ses interlocuteurs allemands souhaitent seulement gagner du temps afin de négocier sans lui la sortie du conflit dans des conditions qu'ils espèrent moins défavorables pour eux-mêmes.

### Dernière offensive

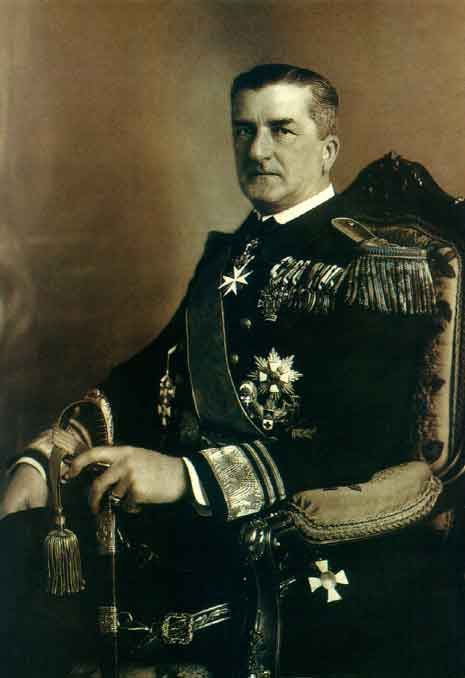
Le régent Horthy.

En juin 1918, la défaite lors de la dernière offensive face à l'Italie sonne le glas de la double monarchie épuisée. En effet, l'armée ne peut plus être ravitaillée, la défaite entraîne une crise morale, et le discrédit des militaires vise également l'empereur, trop proche de son chef d'état-major responsable de l'échec. Dans le domaine politique, cette défaite plonge la Cisleithanie dans une crise politique dont elle ne sort plus, le parlement exigeant des explications à propos de l'échec de l'offensive, tandis que le gouvernement de Budapest doit affronter une opposition parlementaire sans cesse renforcée.
Informé de la défaite allemande du mois de juillet 1918, alors que l'armée commune vient d'essuyer un grave échec en Italie, il tente de s'opposer à la défaite par des réformes de la monarchie, mais il est rapidement débordé par les Alliés, qui reconnaissent le comité tchécoslovaque.

### Défaite militaire et armistice
Après le 8 août 1918, « journée de deuil de l'armée allemande », Charles Ier tente de sortir du conflit, alors que la double monarchie s'enfonce dans l'anarchie : le 15 août, l'empereur-roi fait connaître aux Allemands sa volonté de sortir du conflit le plus rapidement possible, puis le 6 septembre, il avertit Guillaume II de son souhait de demander un armistice. Le 5 octobre, l'empereur-roi mandate une délégation en vue de la conclusion rapide d'un armistice ; elle est constituée et positionnée à Trente.
Dans le même temps, le jeune empereur-roi tente de négocier les conditions de la pérennité de son Empire avec les représentants des différents peuples qui le constituent, contre l'avis des représentants allemands et hongrois, notamment Burián et Wekerle, qui obtiennent que les peuples du royaume de Hongrie soient exclus de la proclamation d'autonomie signée par l'empereur-roi du 16 octobre. Ainsi, le 27 septembre, après avoir dévoilé son souhait de transformer son Empire en une fédération, Charles tente de mettre en œuvre ses réformes, mais se heurte à l'opposition hongroise, menée par Tisza, soutenu par Wekerle, président du Conseil du royaume de Budapest. Le 17 octobre, cependant, tentant de se concilier les États-Unis, il publie un manifeste transformant l'empire d'Autriche en une fédération, alors que les dernières propositions de paix de l'empereur-roi sont définitivement écartées le 4 octobre. L'empereur-roi commet, avec la publication de ce texte, une erreur, puisque cette publication accélère le processus de dissolution de la monarchie danubienne, par les équivoques qu'elle contient : Charles souhaite réformer la monarchie une fois la paix revenue, les représentants des nationalités multiplient les actes préludant à l'éclatement de la double monarchie face auxquels l'empereur-roi est totalement désarmé.
Rapidement, il comprend que les réformes qu'il propose sont dépassées par les revendications séparatistes des représentants des différentes nationalités, mais, au cours de la dernière semaine du mois d'octobre, Charles continue de s'activer pour le maintien de son Empire, négociant avec les Hongrois et les Allemands, tandis qu'il continue d'exercer ses fonctions de chef d'État, inaugurant l'université de Debrecen le 23 octobre, ou demandant un armistice unilatéral le 28 octobre 1918.
Les négociations avec les Hongrois, au milieu des hésitations du roi, aboutissent à la mise à l'écart de ce dernier et à sa renonciation au trône de Saint-Étienne, malgré les préparatifs des commandants de troupes en vue du rétablissement du pouvoir du roi. Cependant ses initiatives, que ce soit en Hongrie ou en Croatie, sont accueillies avec indifférence par les représentants des royaumes de Croatie-Slavonie, dont les représentants se sont érigés en conseil national durant les derniers jours d'octobre, tandis que les représentants slovènes, jusqu'alors indéfectibles soutiens de la monarchie danubienne, ne peuvent que lui signifier la vanité de ses tentatives pour sauver la double monarchie.
Face à la défaite bulgare et la déroute face à l'Italie, il ne peut cependant qu'accélérer la fin de la participation de la double monarchie au conflit et présider à la dissolution de son Empire, en relevant l'armée de son serment de fidélité le 31 octobre 1918, reconnaissant aux peuples de l'Empire engagé dans un processus de dissolution le droit à la libre disposition de leur destinée, ou tentant, sans succès, de négocier les clauses de l'armistice avec les Alliés.
Dans le même temps, il tente d'associer les conseils nationaux à la négociation de l'armistice de Villa Giusti, mais le conseil national allemand rappelle au monarque les conditions dans lesquelles la double monarchie est entrée dans le conflit, sans consultation des chambres, ni en Autriche, ni en Hongrie, signifiant ainsi son refus d'être associé à la négociation. Dans la nuit du 2 au 3 novembre, l'empereur-roi autorise son négociateur à signer le texte de l'armistice imposé par les Alliés.
En Cisleithanie, l'empereur se voit, durant les derniers jours d'octobre 1918, privé de la moindre parcelle d'autorité par le développement des événements, le gouvernement de la Cisleithanie apparaissant alors comme un « théâtre d'ombres », destiné à liquider l'empire d'Autriche.

### Renonciation au trône
Face à la dissolution de son Empire, Charles ne peut que constater la nullité de son autorité dans les premiers jours de novembre 1918.
En Hongrie, sa politique hésitante, soufflant le chaud et le froid, appelant Károlyi, puis ne le nommant pas, accélère la rupture entre la dynastie et les Hongrois, le gouvernement Károlyi nommé le 31 octobre comportant un ministère des Affaires étrangères ; après sa prestation de serment, le nouveau président du conseil reconnaît le roi dans le cadre d'une union personnelle avec l'empire d'Autriche.
Tandis que les monarchies allemandes s'effondrent et que la République est proclamée à Berlin le 9 novembre 1918, l'empereur allemand Guillaume II, depuis les Pays-Bas où il s'est réfugié, signe son abdication. De même, les autres souverains allemands abdiquent et s'enfuient. 
L'empereur-roi Charles, lâché par le commandement militaire et les autorités civiles, signe sa renonciation au trône (plus précisément « sa renonciation à participer au gouvernement autrichien ») dans une déclaration rédigée où il reconnaît au peuple autrichien le droit à disposer de lui-même au sein d'un État autrichien libre. Son acte de « renonciation » (le terme « abdication » n'ayant jamais été formulé) est signé dans le salon chinois bleu du château de Schönbrunn, à midi le 11 novembre 1918, le même jour que l'armistice et la fin de la Première Guerre mondiale.
Le 12 novembre 1918, la république d'Autriche allemande est proclamée après que Charles eut accepté de soumettre au vote du Parlement autrichien la forme de l'État, sous la pression (et l’assurance) des chrétiens-sociaux qu'ils voteraient en faveur de la monarchie. L'empereur Charles refuse d'abdiquer, renonçant au pouvoir mais pas à son titre. Il se contente de signer un retrait momentané des affaires publiques le 12 novembre 1918 et se retire au château d'Eckartsau, en Basse-Autriche.
Le 13 novembre, alors qu'il souhaitait conserver la couronne de Hongrie, il renonce à « toute participation aux affaires de l'État ».

## Après son abdication

### Le départ pour l'exil

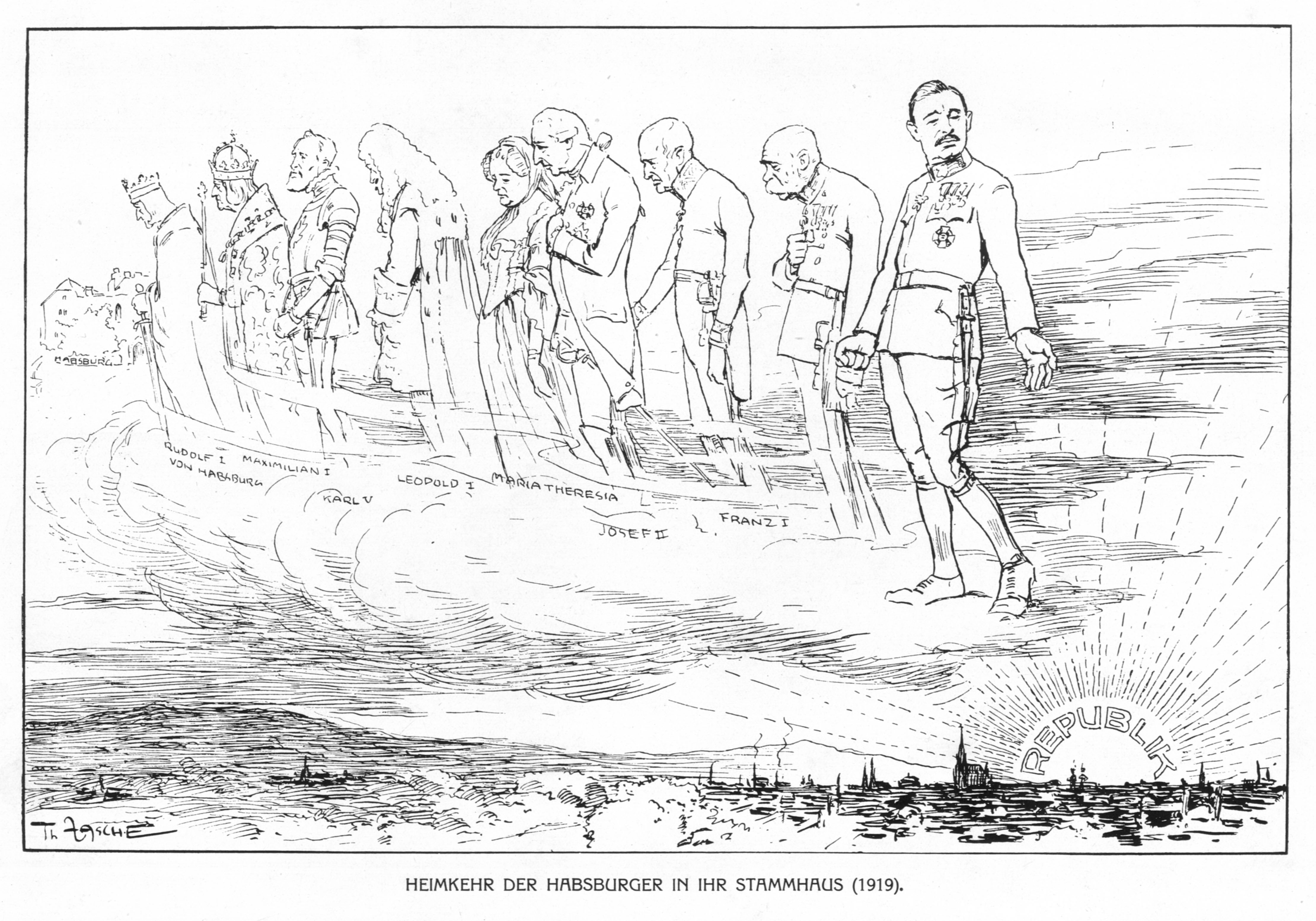
Caricature autrichienne de 1919 (Théodore Zasche).

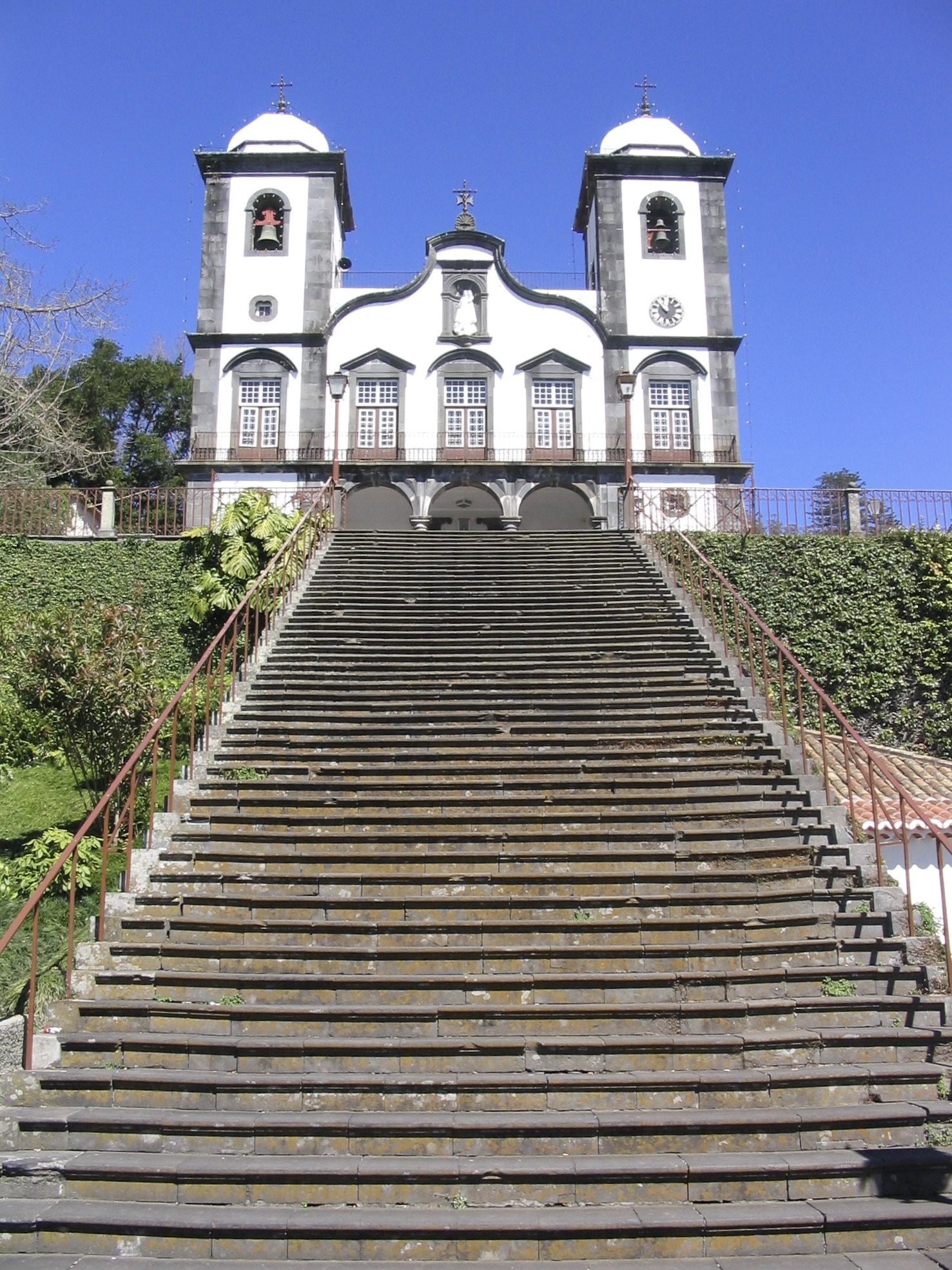
L'église Nossa Senhora do Monte où repose.

Conscient que les mécontents pourraient s'allier contre la personne impériale (dans un contexte marqué par la crise économique), l'empereur Charles, en raison des pressions effectuées par le nouveau chancelier Karl Renner, est contraint de quitter son pays et de demander asile à la Suisse où demeure la mère de l'impératrice, la duchesse douairière de Parme Antonia de Bragance. Il quitte ainsi l'Autriche en train avec sa famille le 23 mars 1919 sous la protection d'officiers britanniques. Il s'installe avec sa famille et quelques familiers en premier lieu au château de Wartegg, au bord du lac de Constance, puis le 20 mai suivant, à la villa de Prangins, au bord du lac Léman.
L'exil de la famille impériale commence tandis que les États successeurs de la double monarchie confisquent ses biens.
Le 3 avril 1919, les députés autrichiens votent la loi de Habsbourg, qui exile et bannit définitivement les membres de la maison de Habsbourg-Lorraine et confisque leurs biens.

### Tentatives de restauration
Soutenu par le pape Benoît XV, l'ex-empereur et roi tente à deux reprises de remonter sur le trône de Hongrie.
Le 28 mars 1921, Charles revient une première fois sur le territoire hongrois, parvient à Budapest et y rencontre le régent Miklós Horthy, ancien amiral de la marine austro-hongroise et proche du défunt empereur François-Joseph. Se targuant de l'appui de la France, Charles IV tente de duper le régent, qui se rapproche alors des commissaires Alliés en Hongrie pour connaître leur position. Les Alliés, notamment la France, hostile aux Habsbourg-Lorraine, lui répondent qu'ils sont opposés à toute restauration d'un membre de cette dynastie en Hongrie comme en Autriche et qu'ils envisagent des mesures militaires contre le territoire hongrois en cas de succès de Charles IV. Les voisins tchécoslovaque, yougoslave et roumain sont du même avis : dès 1920, le gouvernement tchécoslovaque, par la voix d'Edvard Beneš, avait déjà fait savoir qu'il considérerait toute tentative de restauration monarchique en Autriche ou en Hongrie, comme une menace pour son pays. Ainsi informé, Miklós Horthy refuse de remettre à Charles la couronne de Hongrie, en lui expliquant que son retour, sur quelque trône que ce soit, ne serait jamais accepté par les Alliés et par la Petite Entente, qui étaient déjà intervenus en 1919 pour écraser la république bolchevique hongroise, et qui menaçaient d'en faire de même contre un roi issu de la dynastie déchue. Déçu, Charles doit retourner en Suisse le 5 avril 1921, mais n'entend pas pour autant renoncer.
Le 21 octobre 1921, Charles fait une nouvelle tentative pour recouvrer son trône, appuyé à cette occasion par une véritable petite armée, recrutée parmi les monarchistes autrichiens et hongrois ; cette armée parvient trois jours plus tard aux portes de Budapest où elle est stoppée par l'armée hongroise fidèle au régent Horthy, tandis que les membres de la Petite Entente menacent de mobiliser leur armée comme les commissaires Alliés l'avaient annoncé. Une fois ses troupes dispersées, Charles est fait prisonnier par le gouvernement royal hongrois, ce qui met un terme à cette seconde tentative.
Afin de donner, comme en Autriche, un caractère définitif à l'exclusion des Habsbourg-Lorraine du trône de Hongrie, le parlement de Budapest adopte, sous la pression des commissaires Alliés, une loi rétablissant le caractère électif de la monarchie en Hongrie mais excluant les Habsbourg-Lorraine de tout droit sur la couronne hongroise.

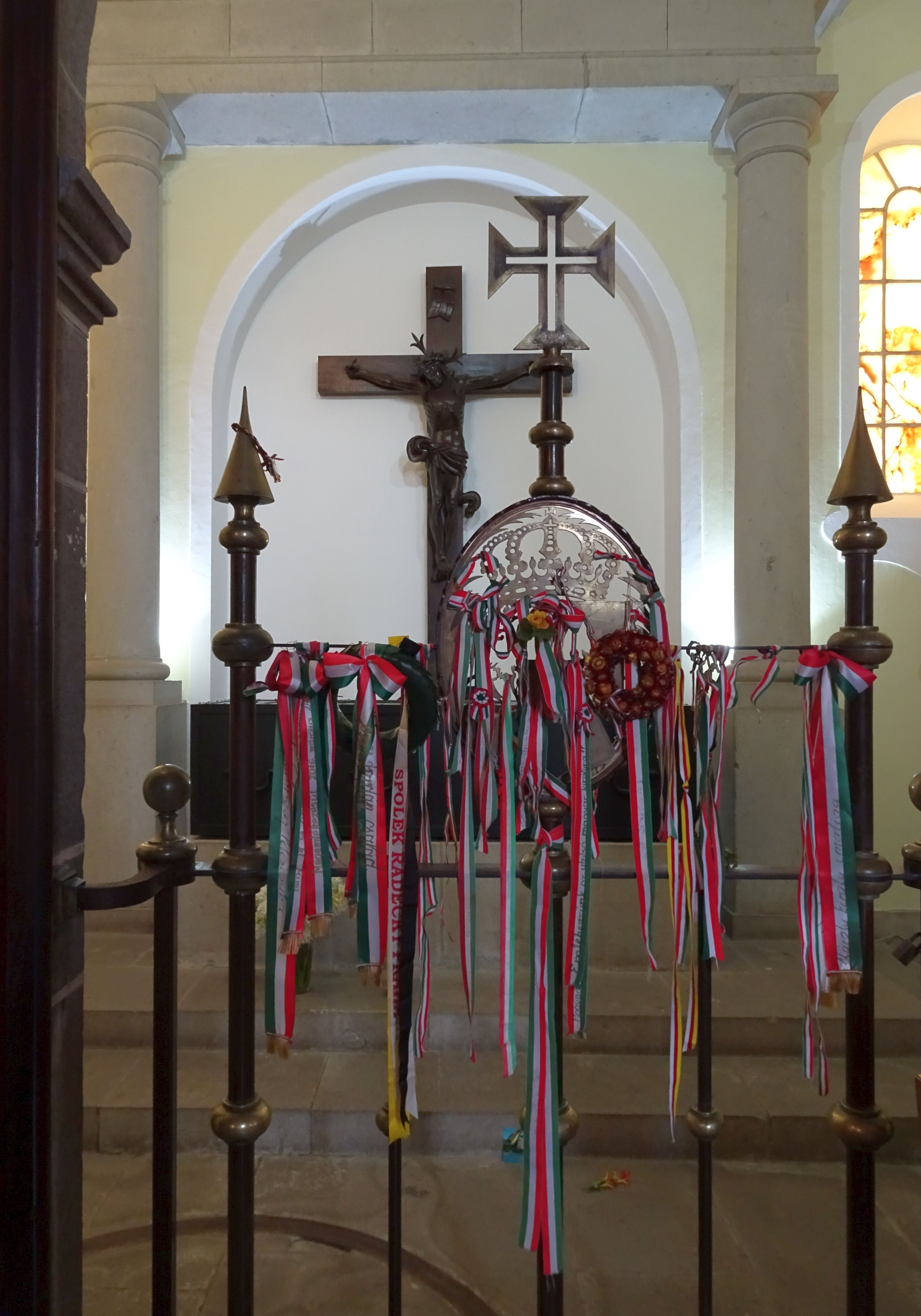
Tombeau de dans l'église Notre-Dame du Mont à Funchal.

Remis aux Britanniques par Miklós Horthy, Charles et sa famille, sur décision de la conférence des ambassadeurs, sont assignés à domicile dans le manoir de vacances Quinta do Monte du banquier portugais Rocha Machado, à Funchal sur l'île de Madère où le banquier et le gouvernement portugais acceptent de les accueillir. Ils arrivent dans l'île le 19 novembre 1921 à bord d'un croiseur anglais.

### Maladie et mort
Charles ne vit que quelques mois d'hiver à Madère. Affaibli par le climat océanique venteux de l'île, il contracte une bronchite aiguë le 9 mars suivant et, veillé par l'ex-impératrice Zita enceinte de son huitième enfant, meurt à l'âge de 34 ans et 7 mois le 1er avril 1922 d'une pneumonie, dans une relative pauvreté par rapport à son train de vie antérieur. Il est enterré dans l'église Nossa Senhora do Monte sur les hauteurs de Funchal. Son cercueil est déposé dans une alcôve en dessous d'un grand crucifix. Son fils aîné, l'archiduc Otto, âgé de neuf ans, devient alors le chef officiel de la maison de Habsbourg-Lorraine pour les quatre-vingt-dix années suivantes.

## Famille

### Descendance
L'empereur et sa femme ont eu huit enfants :
- Otto (1912 – 2011), archiduc d'Autriche, épouse en 1951 la princesse Régina de Saxe-Meiningen (1925 – 2010), dont postérité ;
- Adélaïde (1914 – 1971) ;
- Robert d'Autriche-Este (1915 – 1996), épouse la princesse Margherita de Savoie-Aoste (1930 – 2022), dont postérité (Lorenz d'Autriche-Este) ;
- Félix (1916 – 2011), épouse en 1952 la princesse Anne-Eugénie d'Arenberg (1925 – 1997), dont postérité ;
- Charles-Louis (1918 – 2007), épouse en 1950 la princesse Yolande de Ligne (1923 – 2023), dont postérité ;
- Rodolphe (1919 – 2010), épouse la comtesse Xénia Czernichev-Bézobrazoff (1929 – 1968), dont postérité. En 1971, il se remarie à la princesse Anne Gabrielle de Wrede (née en 1940), dont postérité ;
- Charlotte (1921 – 1989), épouse Georges de Mecklembourg (1899 – 1962), sans postérité ;
- Élisabeth, née posthume (1922 – 1993), épouse le prince Heinrich de Liechtenstein (1916 – 1991), dont postérité.

## L'Église etCharlesIerde Habsbourg
De confession catholique, Charles, membre de la famille impériale, puis Kronprinz, et enfin empereur, est sensibilisé aux idéaux du catholicisme social.
Durant la Première Guerre mondiale, Charles participe au financement du Vatican et au soutien de la politique pontificale vue comme favorable aux puissances centrales. Ainsi, dans le cadre du denier de Saint-Pierre, il fait parvenir à l'État pontifical la somme de 500 000 francs à la fin du mois de juin 1918.
C'est sur demande et avec le soutien du pape Benoît XV - qui craint l'émergence d'un pouvoir bolchevik en Hongrie - qu'il tente par deux fois de reprendre le pouvoir en Hongrie en 1921.
Charles Ier a été béatifié à Rome le 3 octobre 2004 par le pape Jean-Paul II, tant pour ses tentatives de paix en 1917 que pour son soutien apporté à la médiation du pape Benoît XV.
Il est fêté non le jour anniversaire de sa mort (entrée au Ciel), comme il est usuel pour les saints, mais le jour anniversaire de son mariage.
Une relique du « bienheureux Charles » est exposée en la basilique Saint-Epvre de Nancy, où en 2012 fut célébré le mariage de son arrière-petit-fils, l'archiduc Christophe, une autre à la basilique Notre-Dame de Tongre, non loin du château de Belœil, en Belgique. Une autre encore est exposée au Sanctuaire du Mont Sainte-Odile, en Alsace.